# Serra des Mussoles
La Serra des Mussoles, o de les Mussoles, és una serra situada en el terme municipal de la Vall de Boí, a la comarca de l'Alta Ribagorça, i dins del Parc Nacional d'Aigüestortes i Estany de Sant Maurici.
El seu nom prové «del basc, mun-tzi-ol-a, cabana de l'aturonament, del massís de turons».
La seva alçada fluctua entre els 2.313,9 i 2.813,5 metres. El Pic de Morrano, a més de ser el sostre de la serra, la delimita pel seu extrem sud-oriental. És, de fet, el contrafort nord-oest d'aquest pic, i en davalla cap al Planell d'Aigüestortes. Separa la Vall de Morrano al nord-esr, de la Vall de les Mussoles al sud-oest.